# RedIT
Die RedIT (Eigenschreibweise: redIT) mit Sitz in Zug ist ein IT-Lösungsanbieter für Unternehmen in der deutschsprachigen Schweiz. RedIT steht für RedIT Services AG und RedIT Dynamics ZG AG, dies sind zwei Unternehmen der Beelk Gruppe.
RedIT Dynamics ZG AG entwickelt ERP-Unternehmenssoftware auf der Basis von Microsoft Dynamics NAV. Die Kunden nutzen diese Branchenlösung für Finanzmanagement, Verwaltung von Personaldaten, Einkauf und Auftragsbestätigung bis hin zur Projekt- und Serviceplanung.
Die RedIT Services AG plant, realisiert und betreut IT-Lösungen aller Art für Unternehmen. Cloud Services, IT-Dienstleistungen, IT-Infrastruktur. Ein weiteres Feld ist Hardware und Software sowie Lizenzen Beratung.

## Unternehmensgeschichte
RedIT beschäftigte 2007 an elf Standorten 299 Mitarbeiter und erwirtschaftete einen Umsatz von 97,1 Millionen Schweizer Franken. Seither ist das Unternehmen stark geschrumpft: 2009 sank der Umsatz auf 53,6 Millionen Schweizer Franken, 2011 beschäftigte RedIT noch 130 Mitarbeiter an fünf Standorten.
Das Unternehmen war ab dem 1. Juli 2004 am Hauptsegment der Schweizer Börse SWX Swiss Exchange kotiert (Symbol: RITN). Per Ende November 2009 wurde das Unternehmen auf Grund einer Entscheidung der Generalversammlung dekotiert.
Am 17. Juni 2014 fand eine Namensänderung der Firma RedIT AG in Tider AG statt. Seit dem 4. Juli 2014 befindet sich die Tider AG
in Liquidation. Die RedIT besteht weiterhin als Unternehmen der Beelk Gruppe.